# Plage de Malo-les-Bains
La plage de Malo-les-Bains  est une plage de France donnant sur la Mer du Nord située dans la ville de Dunkerque, plus précisément dans l'ancienne commune de Malo-les-Bains dans le département Nord en en région Hauts-de-France.

## Géographie

### Localisation
La Plage de Malo-les-Bains est située face à la Mer du Nord . Cette plage s’étend à l'ouest sur la partie de la commune de Dunkerque, puis à l'est sur l'ancienne commune de Malo-les-Bains. D'une longueur de 4 km elle atteint le territoire de la commune de Leffrinckoucke.

### LA DIGUE

#### La Digue de l'Opération Dynamo-Bataille de Dunkerque 1940
Cette digue est la plus récente de la station balnéaire construite sur les friches de l'ancienne Auberge de jeunesse et du Foyer Vandenabelle pour la construction d'un ensemble immobilier et du Radisson Blu Grand Hôtel & Spa de Malo-les-Bains Hôtel quatre étoiles de 110 chambres et suites réparties sur quatre niveaux, son spa de 1 000 m2 et son restaurant de 80 couverts entre 2017 et 2021. Elle s'étend de la passerelle du FRAC et du Mémorial de l'Opération Dynamo à la Digue des Alliés.

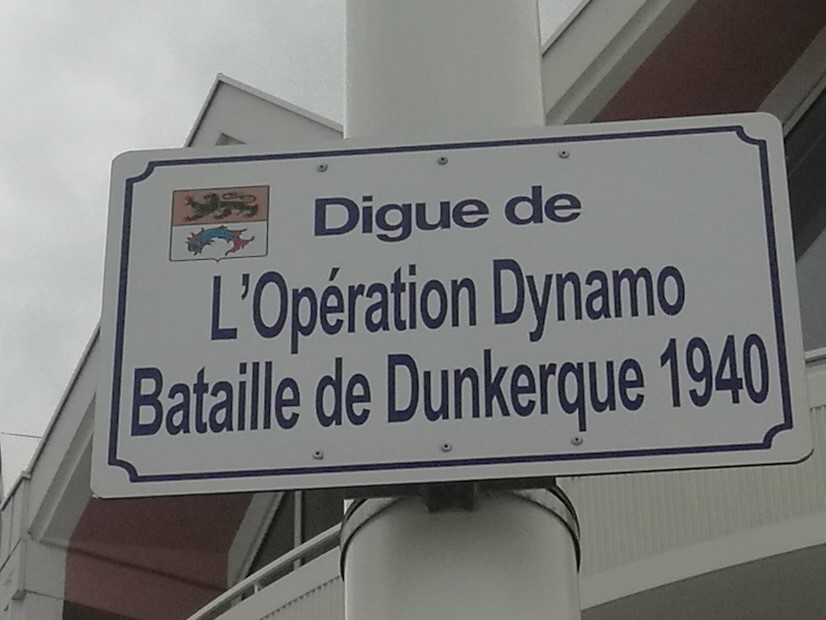
Plaque de rue de la Digue.
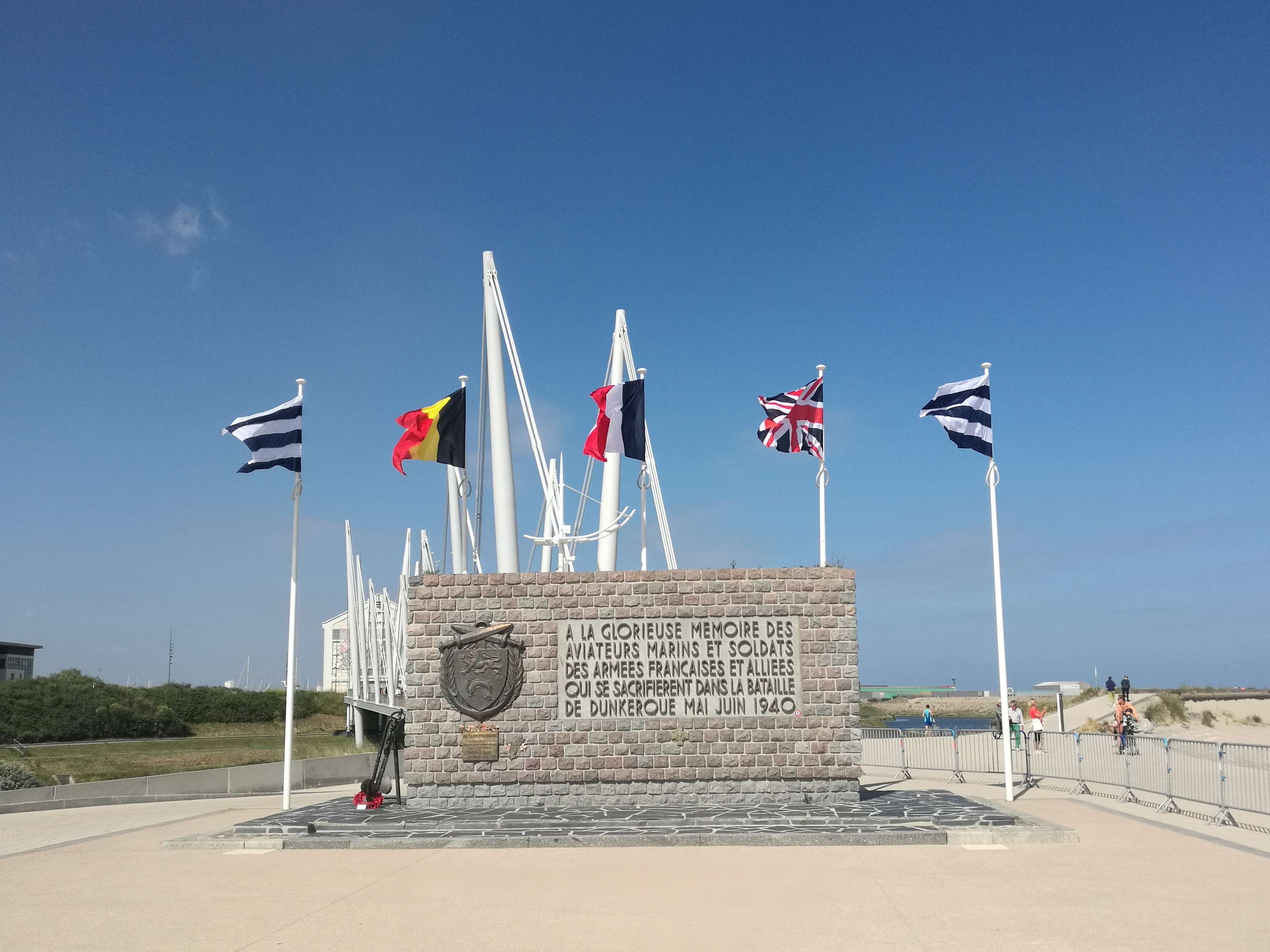
Mémorial de Dunkerque 1940.
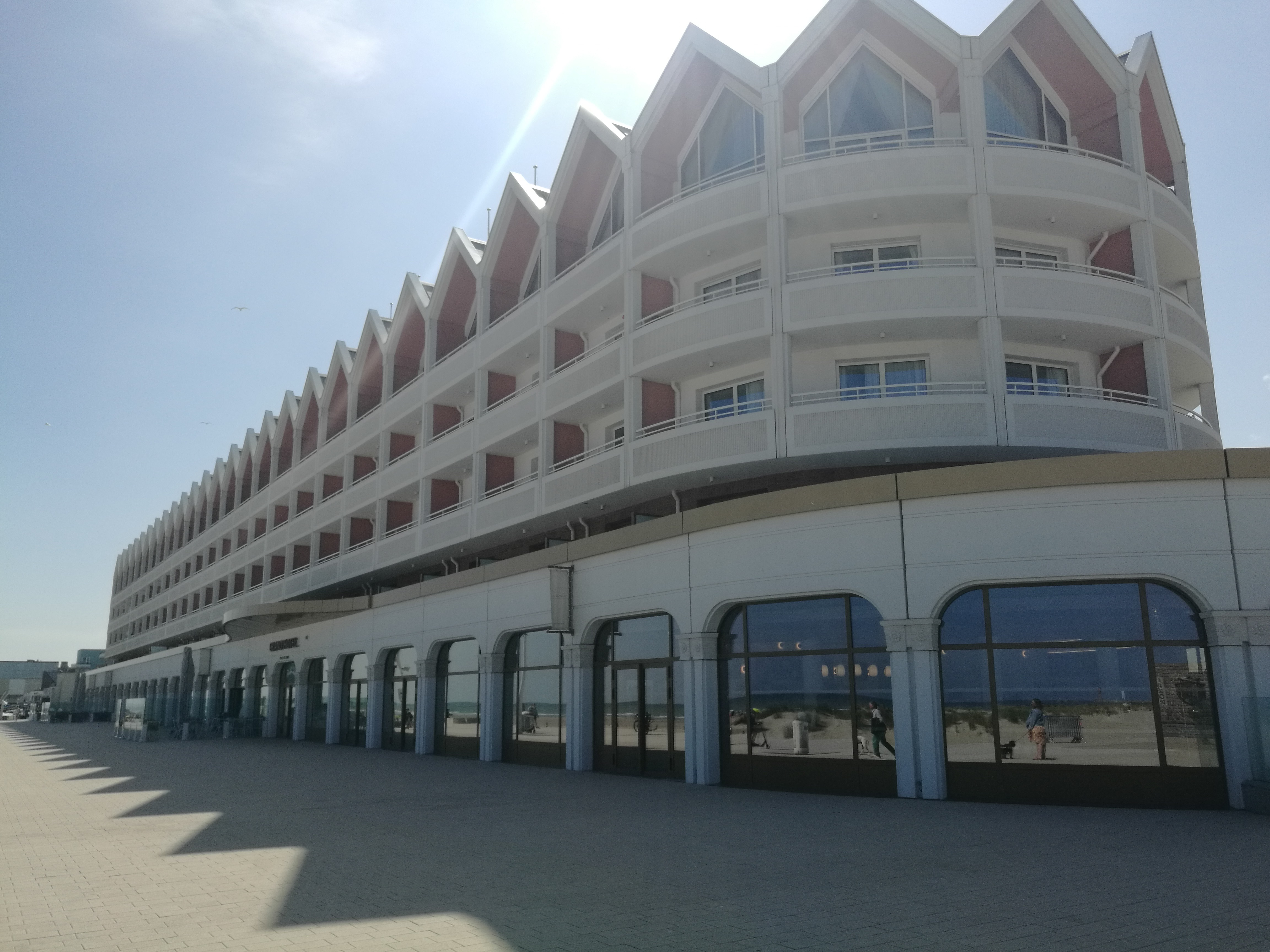
Radisson Blu Grand Hôtel.
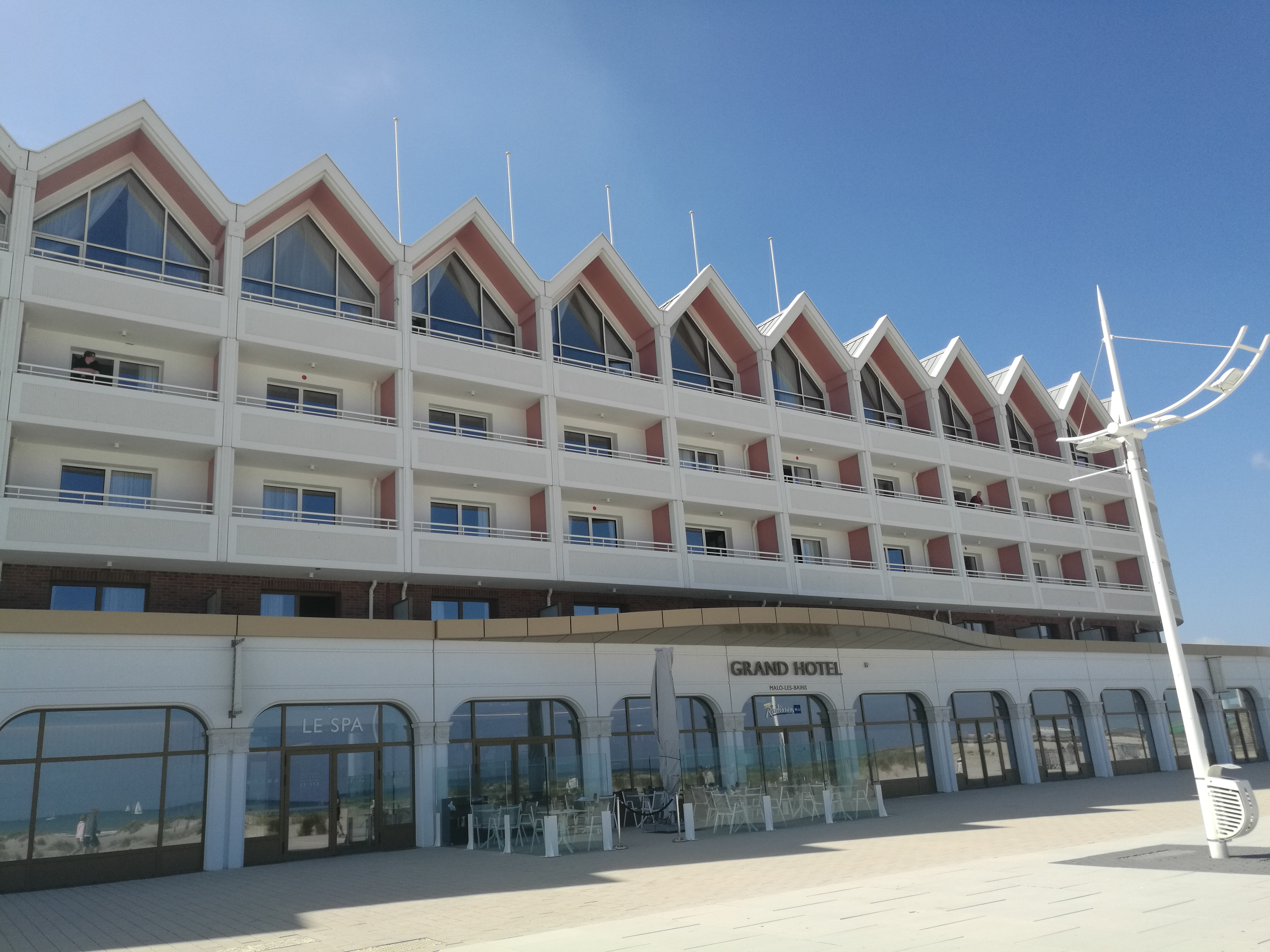
Radisson Blu Grand Hôtel.
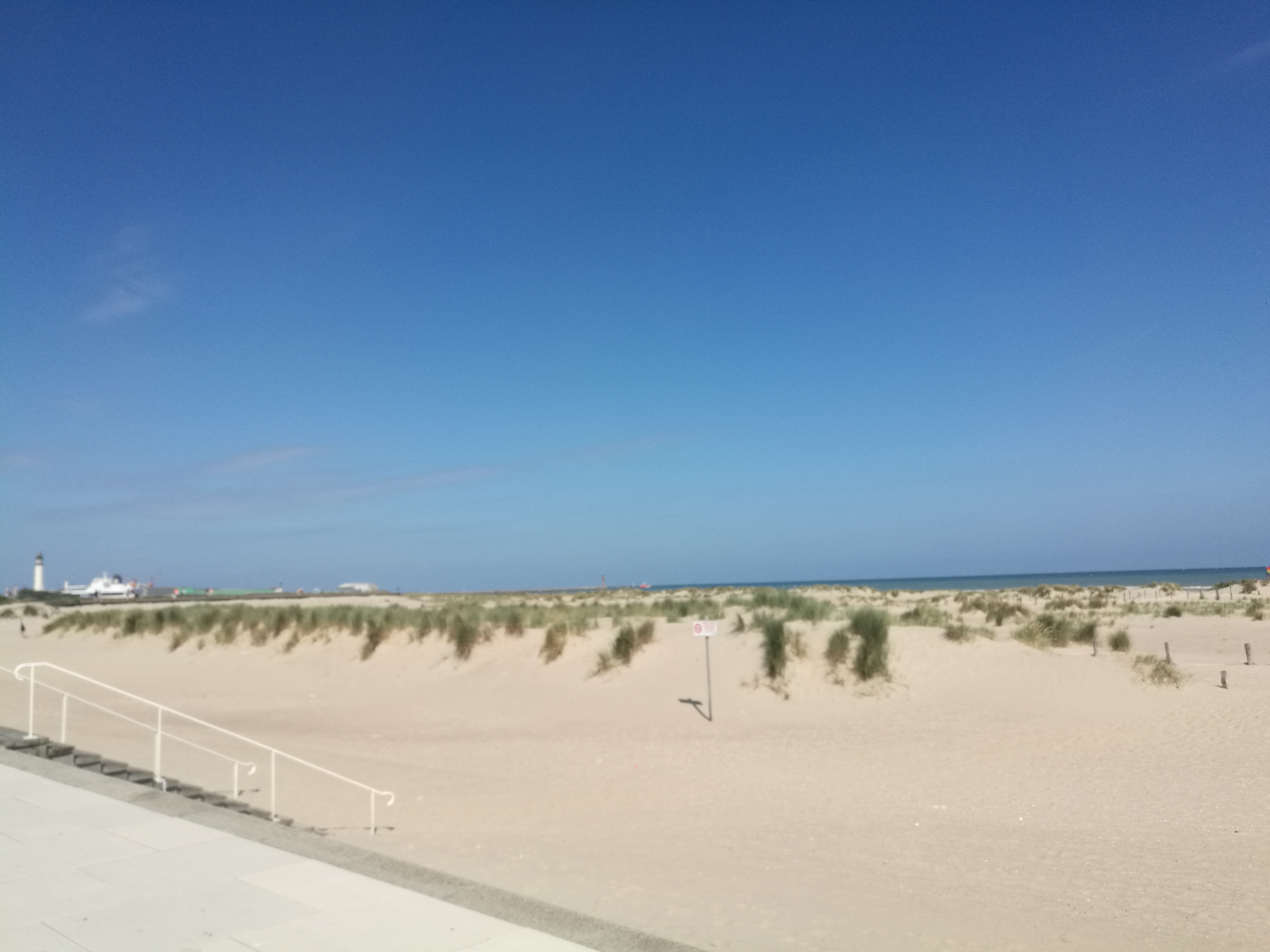
Plage devant le Grand Hôtel.
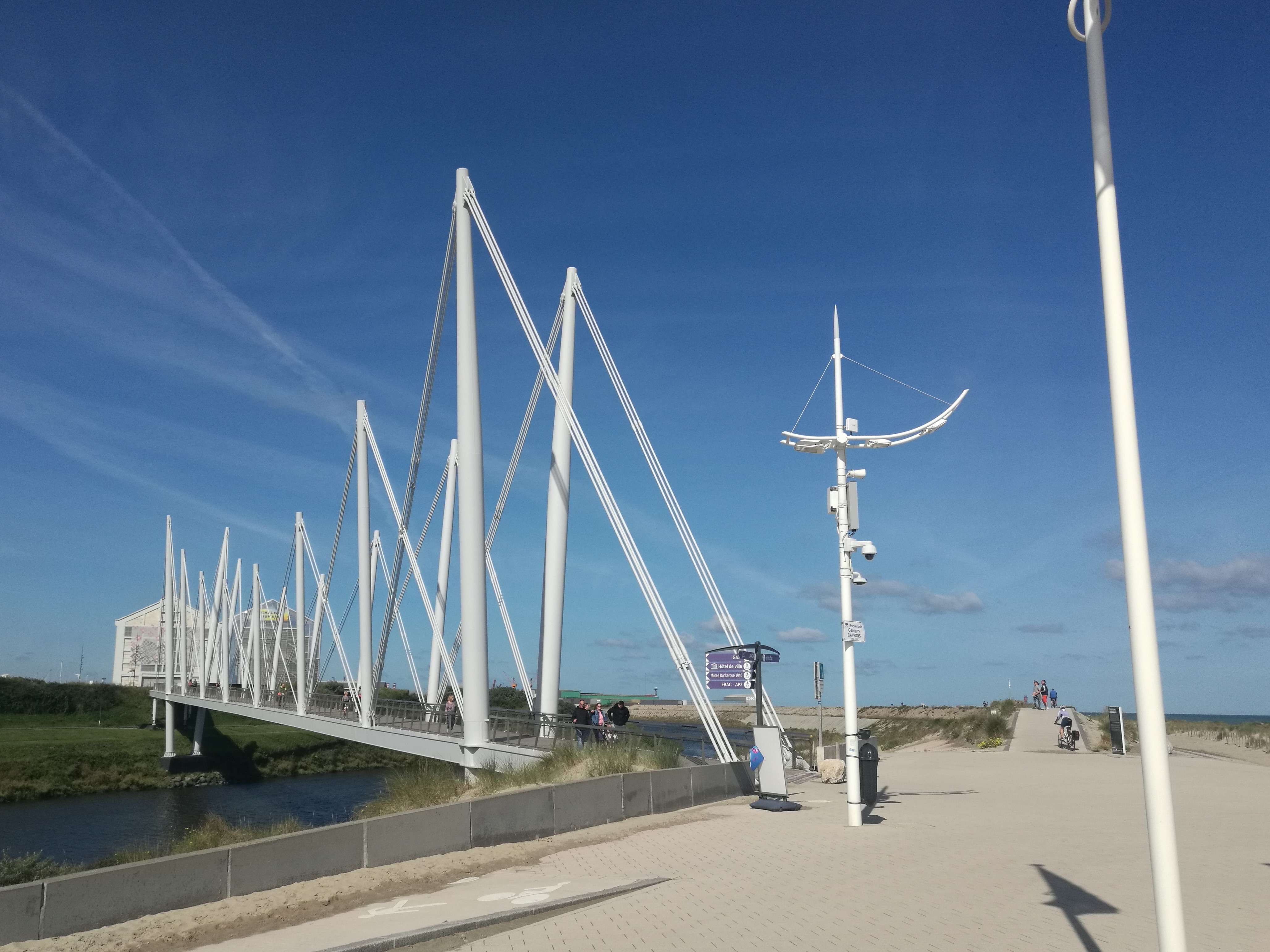
Passerelle du FRAC.

#### La Digue des Alliés
Seconde partie de la digue de Dunkerque, partie résidentielle avec la résidence les Ilots bleus construction d'après-guerre qui ont retrouvés leur valeur patrimoniale grâce à un plan de ravalement obligatoire entre 2020 et 2021 et commerciale (restaurants, bars et discothèque).

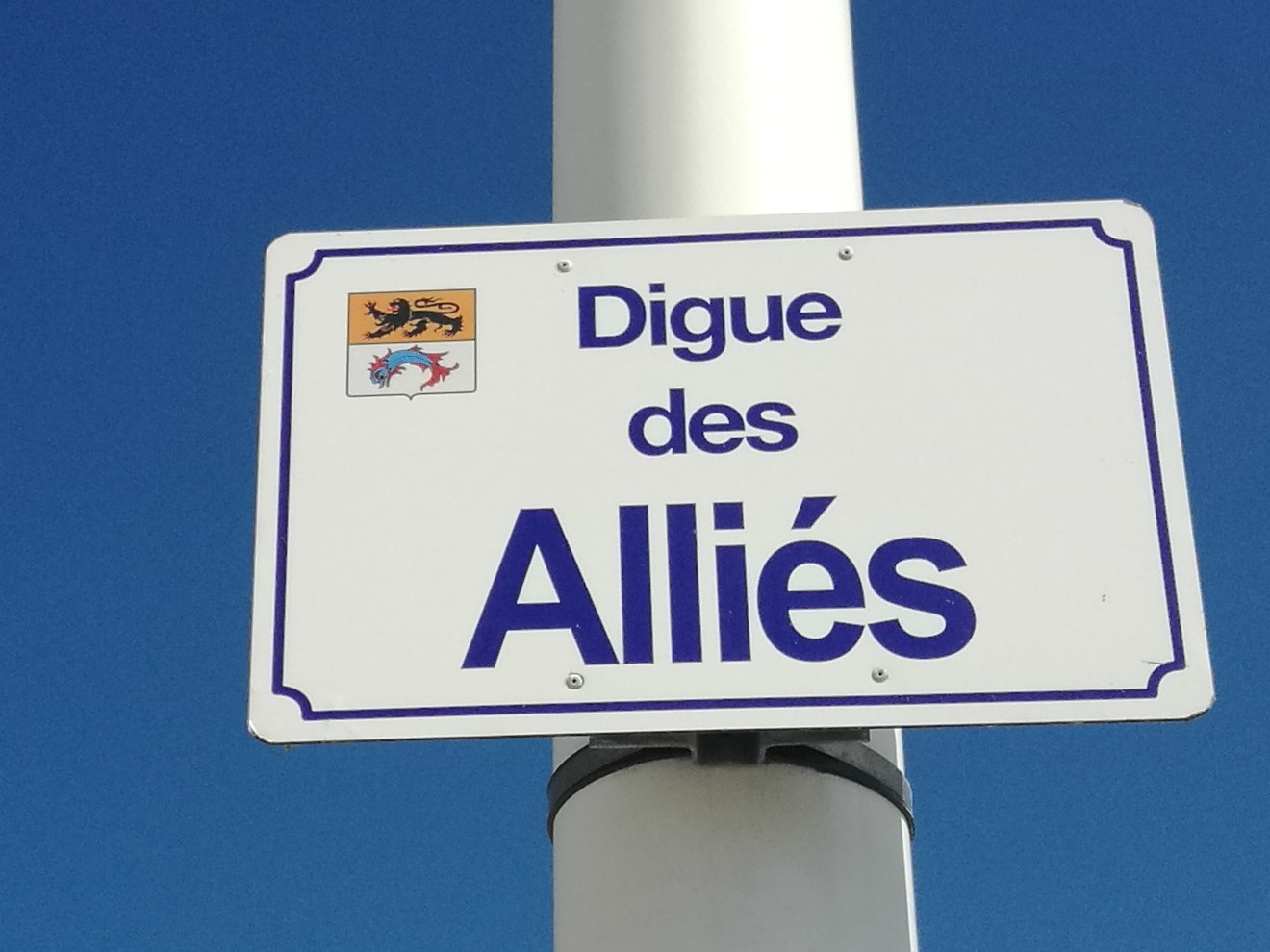
Plaque de rue Digue des Alliés.
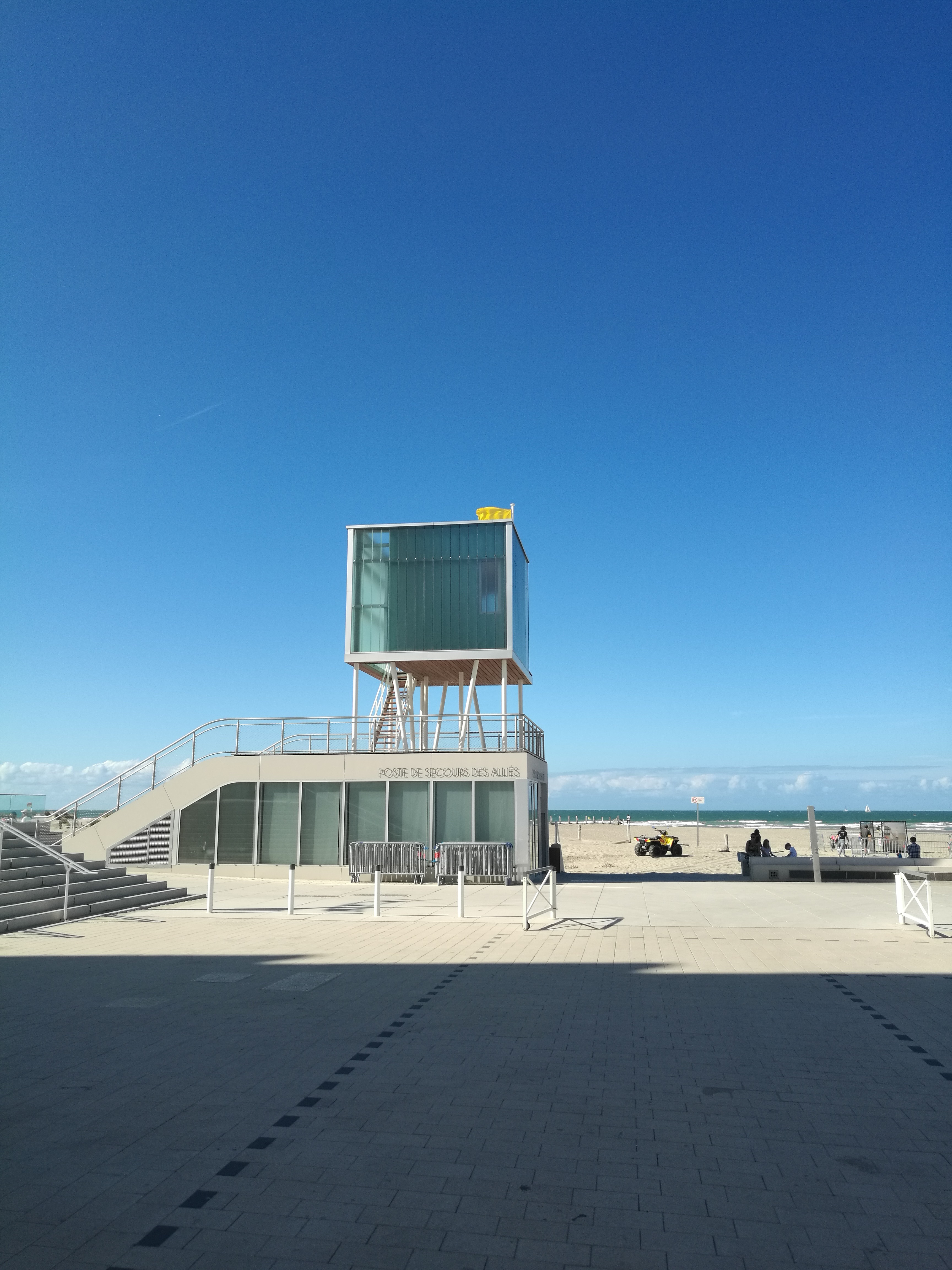
Poste de Secours de la Digue des Alliés.

#### La Digue de Mer
Section de la plus importante de la Plage de l'ancienne commune de Malo-les-Bains très commerçante elle est aussi la plus historique grâce aux villas malouine des XIXe et XXe siècles. Elle a été rénovée et élargie lors des travaux de octobre 2022 à juin 2023 entre la rue Foch et la rue Belle-Rade.
C'est sur cette partie que se tiennent aussi les plus beaux bals lors du Carnaval de Dunkerque dans le Kursaal qui se tient sur la Place du Centenaire.

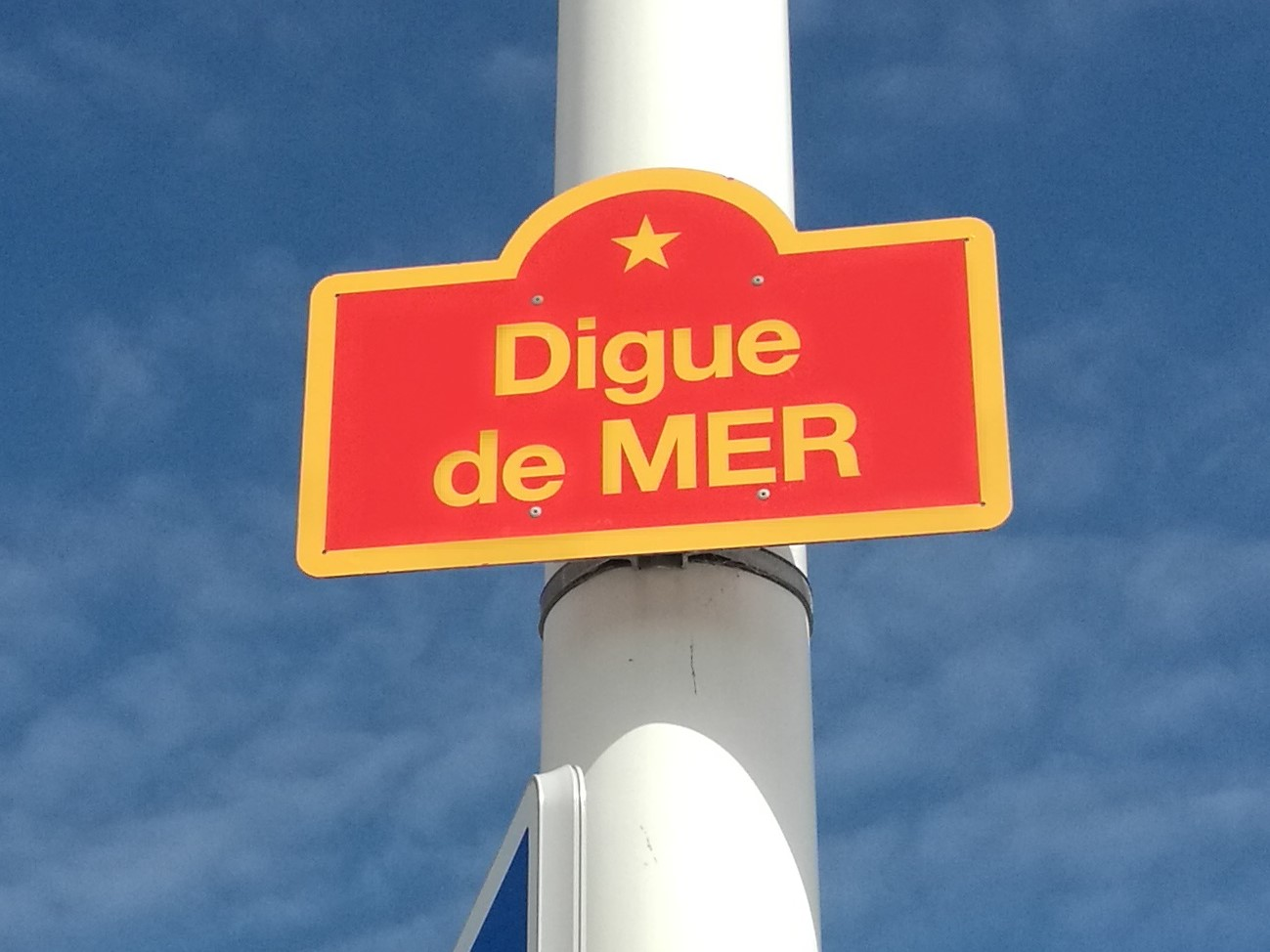
Plaque de rue Digue de Mer.
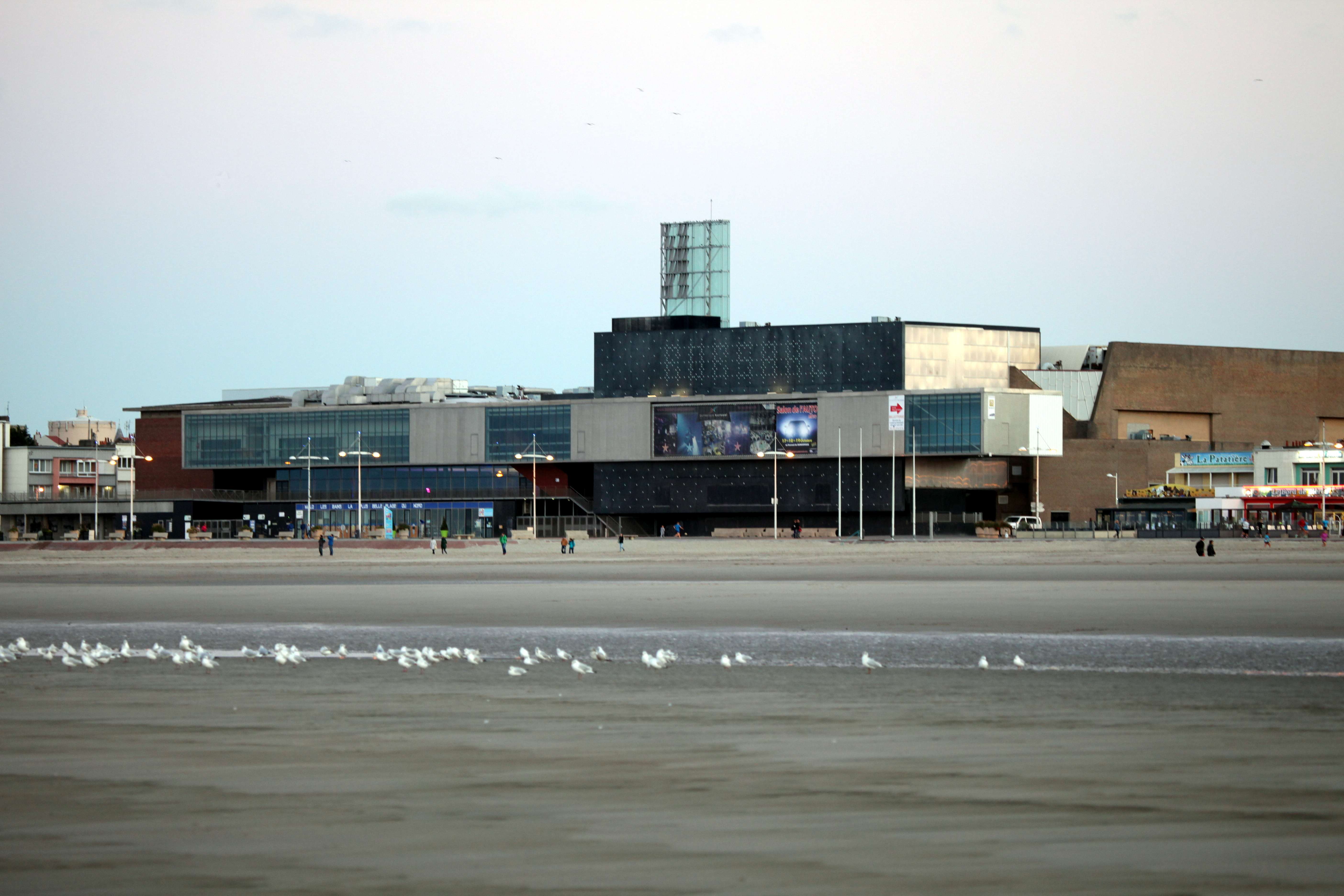
kusaal donnant sur la Digue.
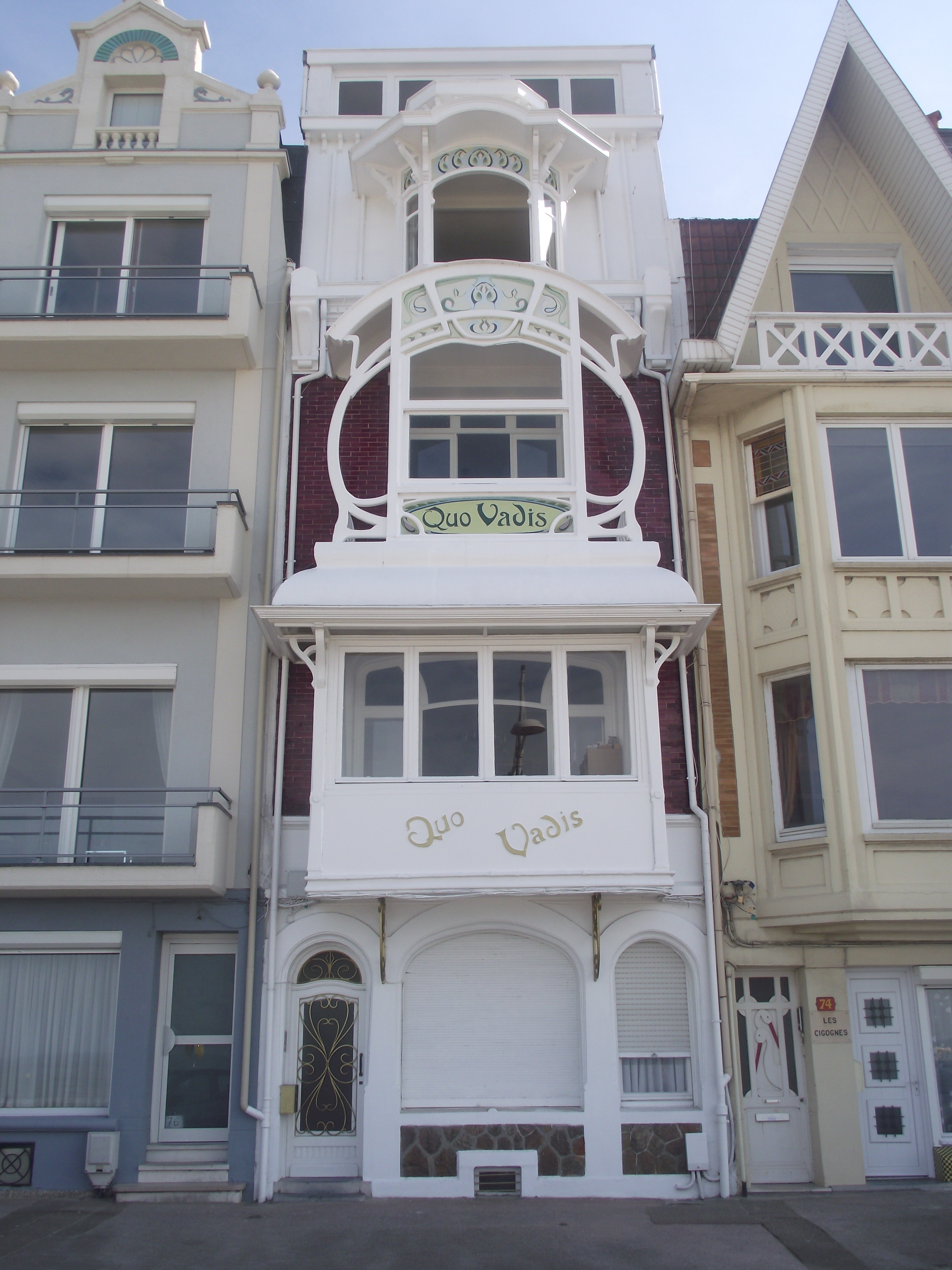
Villa Quo Vadis.
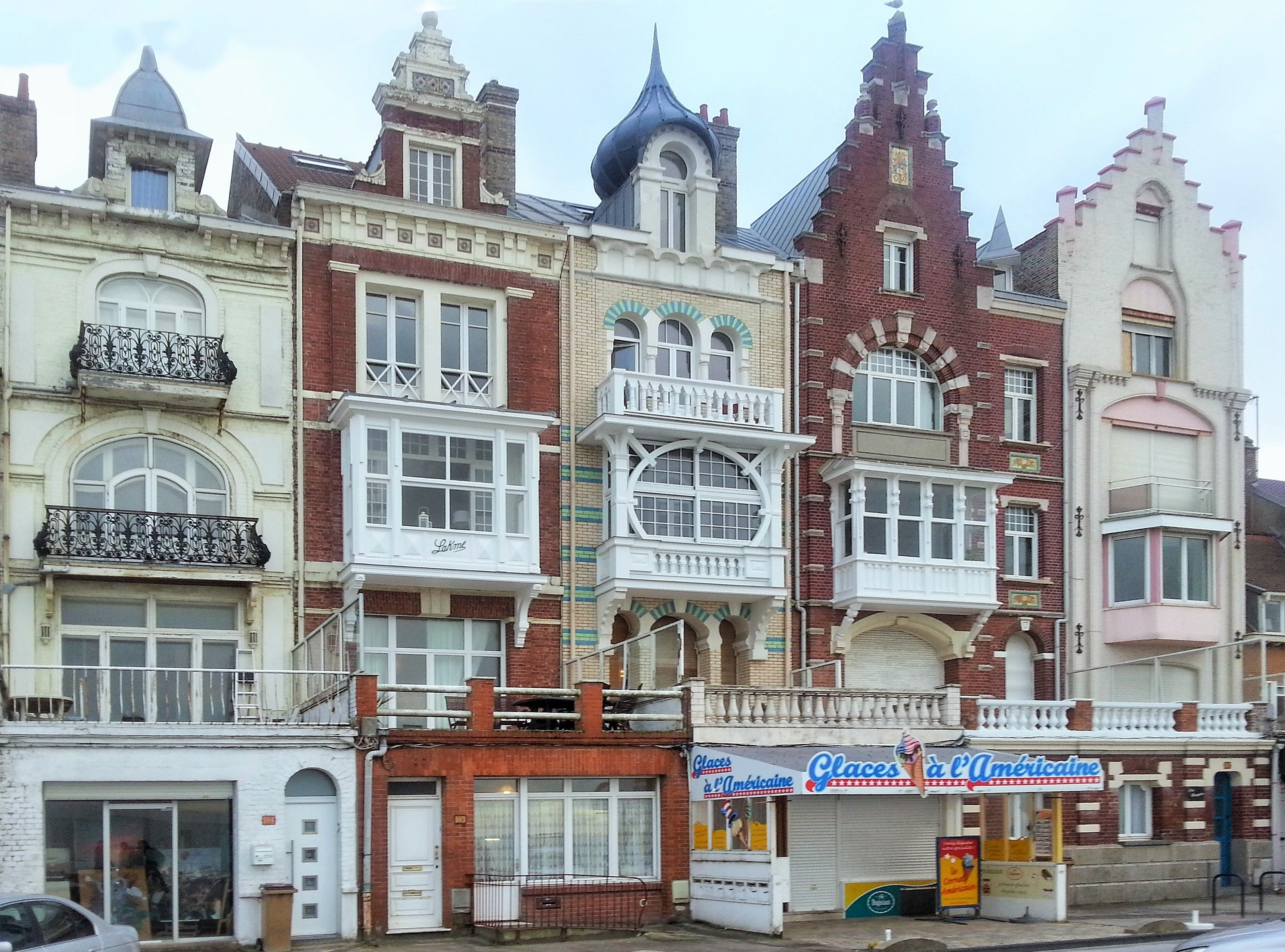
Villas Malouines sur la Digue.

Dans le cadre du réaménagement de la Digue voulu par la Communauté urbaine de Dunkerque, une œuvre de l'artiste Laure Prouvost est installée à proximité du Grand Pavois définitivement sur cette partie du front de mer, elle fait écho à sa jumelle installée deux ans auparavant sur la station balnéaire de La Panne en Flandre occidentale.

#### La Digue du Vent
La partie la plus nature de la Digue aucun logement, aucun commerce, la Digue du Vent jouxte le Parc du Vent la zone dunaire de Malo-les-Bains, un parc de 28 hectares qui permet de découvrir la faune et la flore du littoral. Cette digue tient son nom car au début des années 90 une élonienne fût installée dans le Parc du Vent.

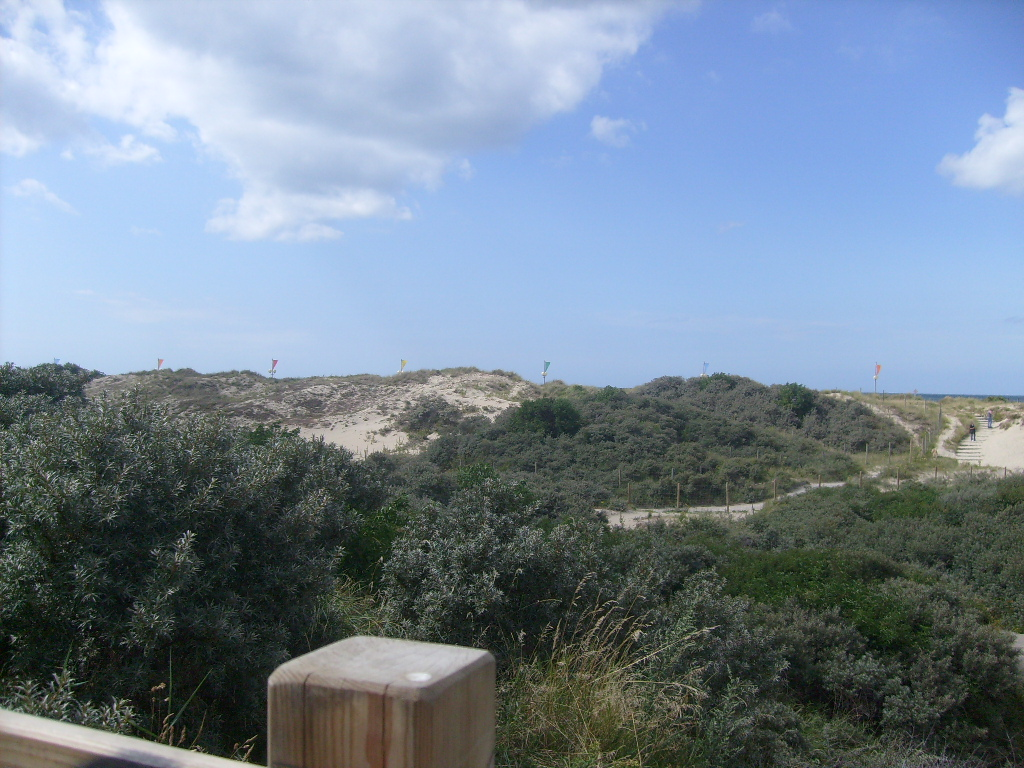
Le Parc du Vent.

#### Digue Nicolas II
Dernière partie de la Digue qui se termine à la Digue de Leffrinckoucke. Comme la précédente, celle-ci jouxte le Parc du Vent. C'est là que se trouve la Base de Voile qui propose une gamme très large d'activités nautiques disponibles à la location et des cours particuliers.

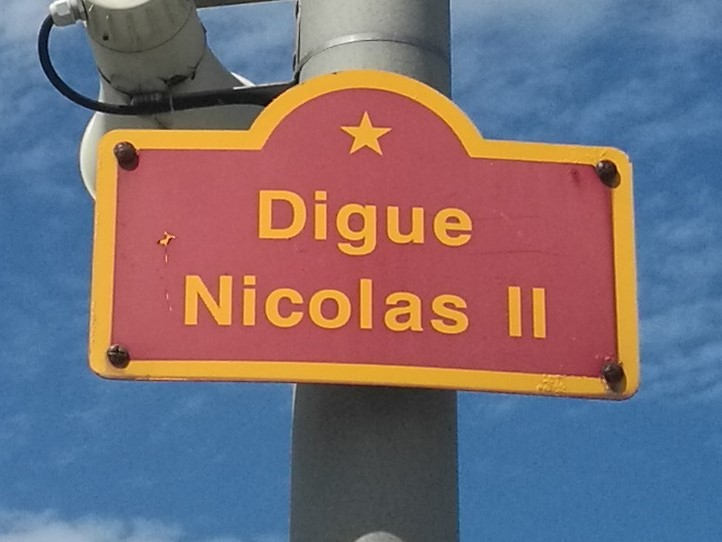
Plaque de rue Digue Nicolas II.
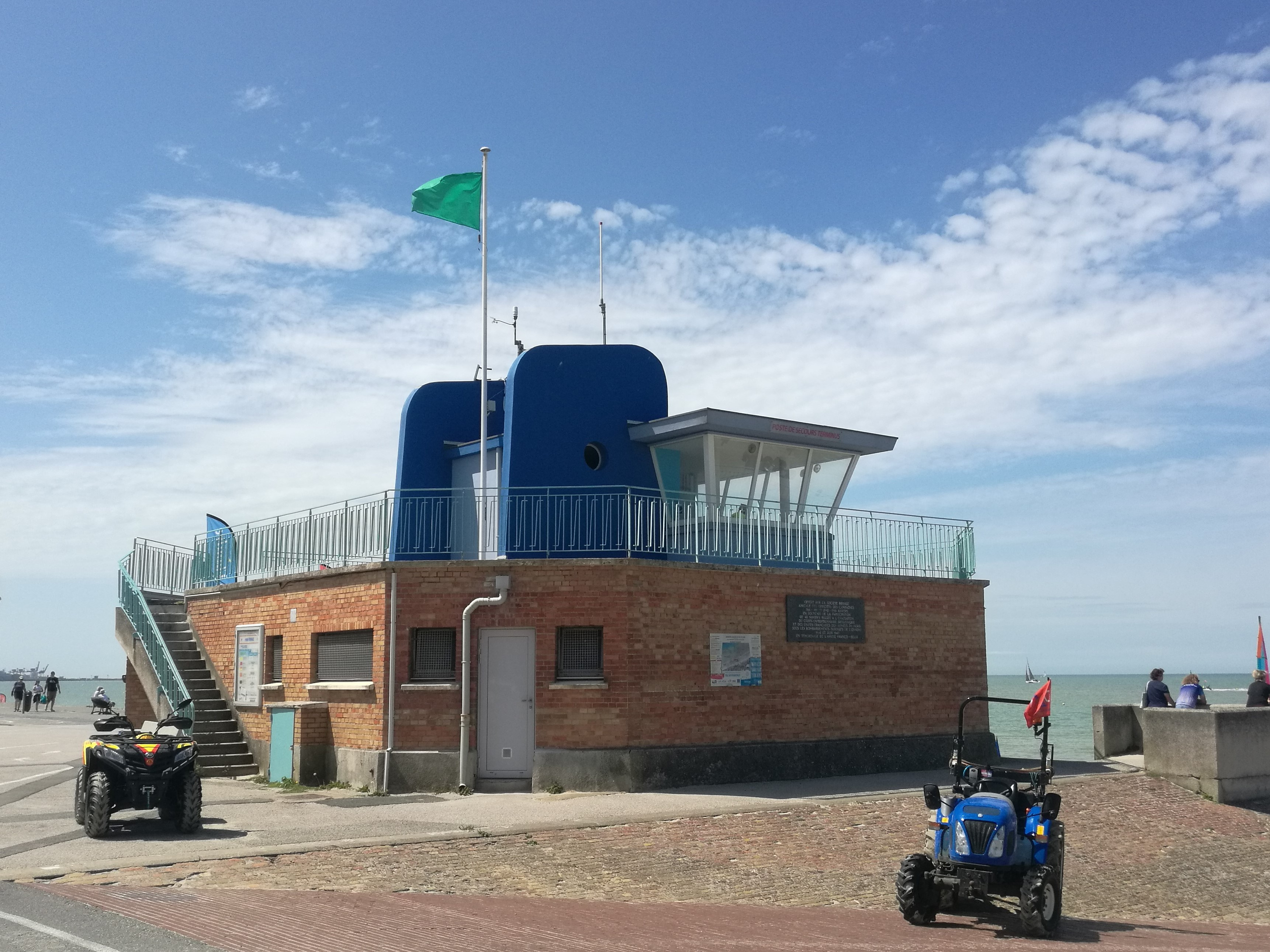
Poste de Secours Digue Nicolas II.
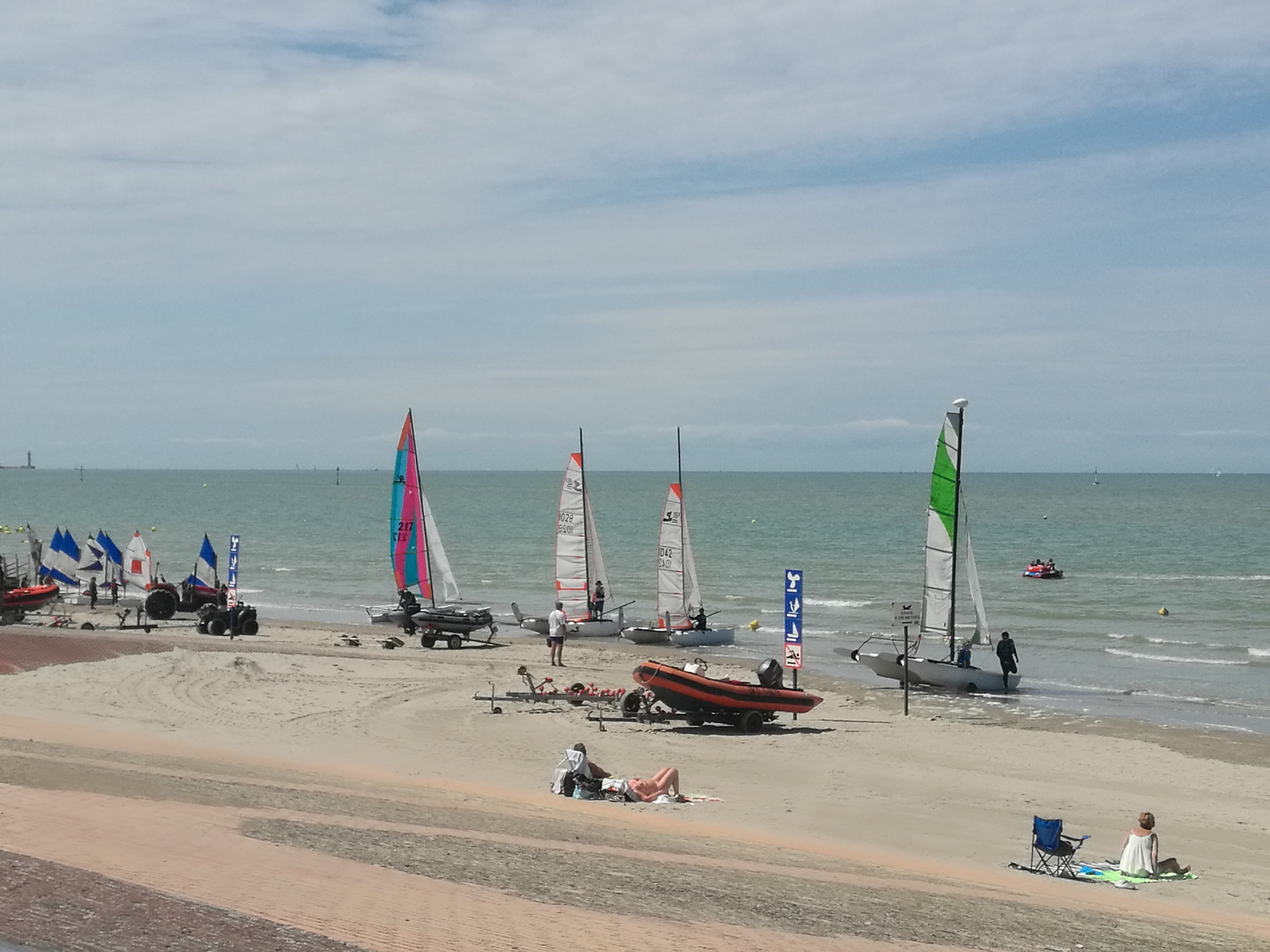
Activité Nautique.
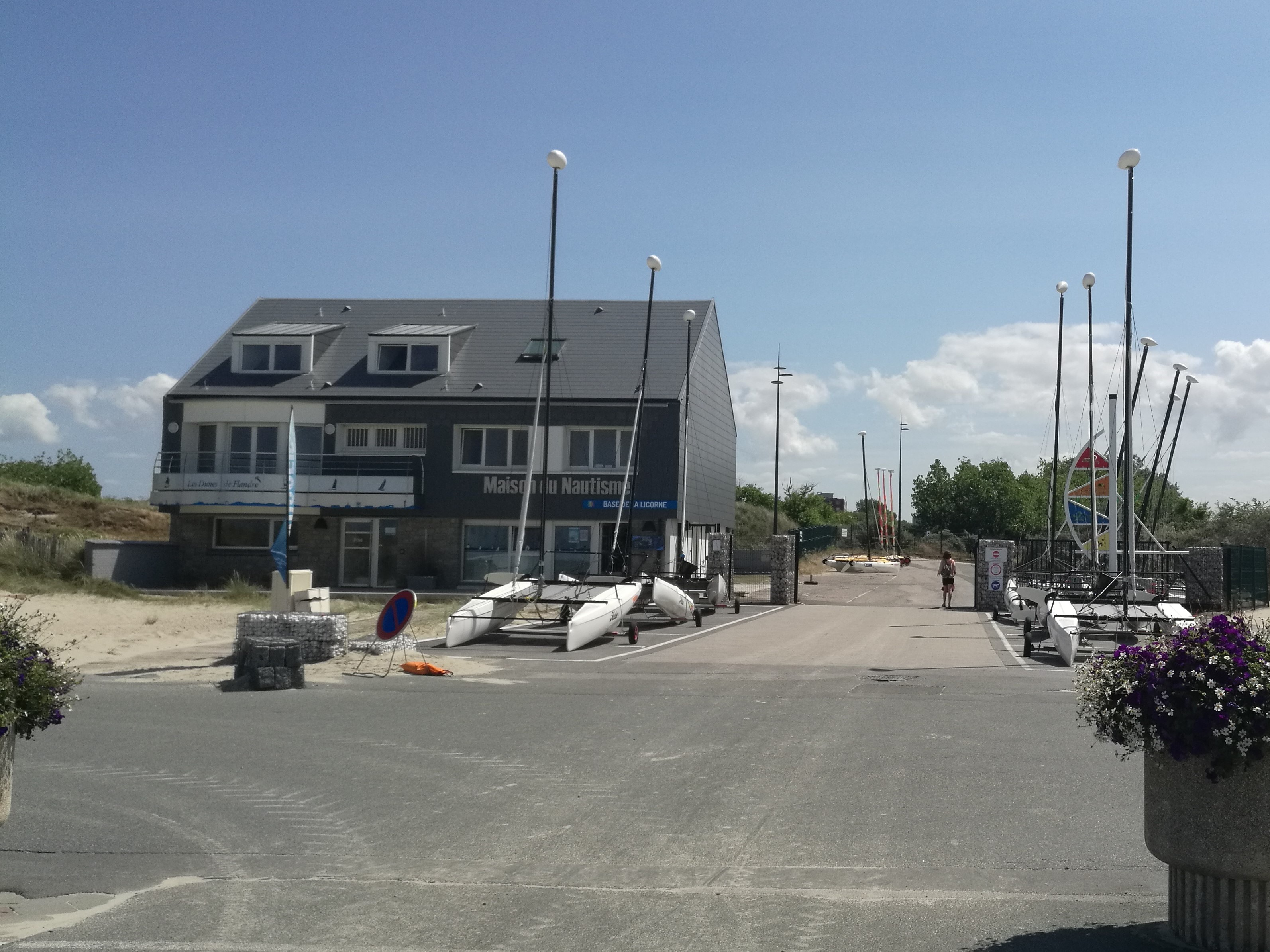
Base de Voile.

## Communication
Dès les premières années de sa création, la station balnéaire de Malo-les-Bains a voulu valoriser sa plage en s'affichant dans toutes les gares du Nord et du Pas-de-Calais ainsi que sur Paris par des affiches hautes en couleur avec le fameux logo "La Plus Belle Plage du Nord". Lors du réaménagement de la Digue la municipalité de Dunkerque a voulu renouer avec cette antique tradition et tous les ans est dévoilée une nouvelle affiche lançant la saison estivale.